# تنغت
تنغت، روستایی در دهستان فین بخش فین شهرستان بندرعباس در استان هرمزگان ایران است.

## جمعیت
بر پایه سرشماری عمومی نفوس و مسکن در سال ۱۳۹۵، جمعیت این روستا برابر با ۳۰ نفر (۸ خانوار) بوده است.